# Leopold Katscher

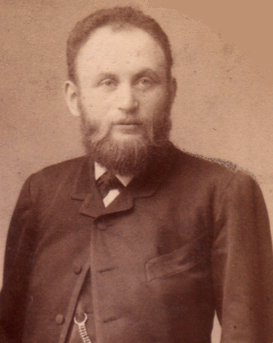
Leopold Katscher, um 1900

Leopold Katscher (* 30. August 1853 in Tschakowa bei Temeswar, Kaisertum Österreich; † 25. Februar 1939 in Luzern, Schweiz) war ein als Friedensaktivist hervorgetretener Schriftsteller, Journalist, Ökonom, Sozialwissenschaftler und Übersetzer aus dem Banat, der überwiegend auf Deutsch schrieb.

## Leben und Wirken
Leopold Katscher wurde in Tschakowa im Kreis Timiș im Banat (heute Rumänien) geboren. Er besuchte das Gymnasium in Temeswar und studierte dann in Budapest, London, Wien, Bern und Paris. Als Schriftsteller befasste er sich besonders mit biographischen und sozialreformatorischen Themen. Er ist Verfasser einer Biographie über Bertha von Suttner und war in führender Position in der europäischen Friedensbewegung tätig. Er war unter anderem Gründer der Ungarischen Friedensgesellschaft. Er war Herausgeber mehrerer Zeitschriften und übersetzte und bearbeitete insbesondere englische und französische Literatur. Von Katscher stammt auch eine Ausgabe ausgewählter Märchen von Andersen. Er war der Gatte der Schriftstellerin Berta Katscher (1860–1903). Katscher schrieb unter verschiedenen Pseudonymen, die er teilweise gemeinsam mit seiner Ehefrau verwendete.

## Publikationen (Auswahl)
(inkl. Übersetzungen)
- Katscher, Leopold: Die sogenannten "Sozial-Museen". 1904.
- Katscher, Leopold: Nebelland und Themsestrand. 1886.
- Katscher, Leopold: Bertha von Suttner, die "Schwärmerin" für Güte. 1903 Digitalisat.
- Westermarck, Edward A.: Geschichte der menschlichen Ehe. 1893.
- Westermarck, Edward A.: Ursprung und Entwicklung der Moralbegriffe.
- Heckethorn, Charles W.: Geheime Gesellschaften, Geheimbünde und Geheimlehren. 1900 Digitalisat.
- Taine, Hippolyte A.: Die Entstehung des modernen Frankreich.
- Katscher, Leopold: Bilder aus dem chinesischen Leben. 1881 Digitalisat.
- Katscher, Leopold: Weibliche Geheimbündelei. 1905.
- Sozialsekretäre und Fabrikpfleger. 1907.
- Russisches Revolutionstagebuch. 1906 Digitalisat.
- Mit, nicht gegeneinander! Zeitgemäße und wichtige Hinweise für Arbeitgeber und Arbeitnehmer. 1905.
- Soziale und andere interessante Gemeinwesen. 1906 Digitalisat.
- Was in der Luft liegt : Zeitgemässes. Leipzig 1899 Digitalisat.
- Wie es in der Welt zugeht. 1905.